# Мілостя
Мілостя (рум. Milostea) — село у повіті Вилча в Румунії. Входить до складу комуни Слетіоара.
Село розташоване на відстані 194 км на північний захід від Бухареста, 42 км на захід від Римніку-Вилчі, 89 км на північ від Крайови.

## Населення
За даними перепису населення 2002 року у селі проживали 828 осіб, усі — румуни. Усі жителі села рідною мовою назвали румунську.